# Acropora clathrata
Acropora clathrata är en korallart som först beskrevs av Brook 1891.  Acropora clathrata ingår i släktet Acropora och familjen Acroporidae. IUCN kategoriserar arten globalt som livskraftig. Inga underarter finns listade i Catalogue of Life.